# Shin Megami Tensei: Devil Summoner
Shin Megami Tensei: Devil Summoner (真・女神転生 デビルサマナー?, Shin Megami Tensei: Debiru Samanā) è un videogioco di ruolo originariamente pubblicato per Sega Saturn nel 1995, ed in seguito convertito in una versione leggermente migliorata per PlayStation Portable nel 2005. Il gioco non è stato mai pubblicato al di fuori del Giappone, benché una pubblicazione per Sega Saturn nel mercato americano fosse prevista, ma fu in seguito annullata. Devil Summoner è uno spin-off della serie di videogiochi Megami Tensei ed ha avuto a sua volta tre sequel intitolati Devil Summoner: Soul Hackers, Shin Megami Tensei: Devil Summoner: Raidou Kuzunoha vs. The Soulless Army e Shin Megami Tensei: Devil Summoner 2: Raidou Kuzunoha vs. King Abaddon, pubblicati anche in lingua inglese.